# キキ・リン
キキ・リン（簡体字: 林子萱, 拼音: lín zǐxuān。1981年10月27日 -）は、香港生まれの女性歌手、女優。香港芸能界入りする前は、モデルをしていた。

## 人物・経歴
- 中華圏ではY2K系列と呼ばれるRTHK（香港ラジオテレビ）のドラマシリーズに出演。このシリーズは、ほとんど演技経験のない若手俳優やモデルを起用し、これがきっかけでブレイクする俳優も多い。キキ・リンのほかに、ツインズの蔡卓妍（シャーリーン・チョイ）・余文楽（ショーン・ユー）などがいる。
- 映画監督・俳優として著名な谷徳昭（ヴィンセント・コク）から推薦されて芸能界に入った。
- 歌手としては、2006年に自身の名前と同名のEPレコード「林子萱」でデビュー。

## アルバム
- 2006年：林子萱（EP）

## 未収録の歌曲
- 2004年：super star
- 2007年：愛無聊
- 2007年：Mr.Hilton
- 2008年：失恋聴的歌（北京語）

## 出演作品
ミュージカル
- 1999年：「仲夏夜狂想曲」監督：許冠傑（サミュエル・ホイ）

テレビドラマ
- 1999年：Y2K前的暑假（RTHK）
- 2002年：鉄窓辺縁（RTHK）
- 2002年：沙灘排球梳乎厘（now.comドラマ）
- 2004年：一屋両家三姓人（TVB）
- 2005年：奇幻潮（TVB）
- 2005年：四葉草2（TVB）
- 英語一分鐘（RTHK）
- 原題：傳媒春秋（RTHK）
- 反斗多声道（RTHK）

## 映画
- 客似雲来

## 広告 (香港)
- Aceve contect lens
- Bifurus健康食品
- Hardees
- マクドナルド（McFlurry）
- ピザハット
- VPS Express
- 0060 香港電訊
- 袋鼠牌絲苗米
- 西田百貨
- 道亨銀行（現：DBS銀行）
- 茶字典 - 2002年
- ソニーデジタルカメラ - 2002年
- 関健旅遊 - 2002年

## 広告 (台湾)
- 烹大師調味料
- 里機塊鶏餅乾